# 廣瀬武央
廣瀬 武央（ひろせ たけひさ、2月27日 - ）は、日本の声優。埼玉県坂戸市出身。アクセルワン準所属。

## 経歴
函館ラ・サール高校、日本工学院八王子専門学校声優・俳優科卒業。
かつては元プロ野球選手・広瀬哲朗の息子であることをアピールした広瀬ジュニアの名義で、ベースボールプランニングに所属。高校野球の練習試合や全国官公庁野球大会の場内アナウンサーなどとして活動していた。
アクセルワン付属養成所のアクセルゼロに1期生Sクラスとして入所し、その後は同事務所に所属し、声優として活動している。

## 人物
趣味は水泳、日焼け、旅行。特技はダンス。

## 出演
太字はメインキャラクター。

### テレビアニメ
2019年
- GO!GO!アトム

2021年
- 海賊王女（船員B）

2022年
- プラチナエンド（男C）
- VAZZROCK THE ANIMATION（カメラマンB）
- 農民関連のスキルばっか上げてたら何故か強くなった。（門番）

2023年
- 王様ランキング 勇気の宝箱（人影）

2024年
- 最強タンクの迷宮攻略〜体力9999のレアスキル持ちタンク、勇者パーティーを追放される〜（ガーリの部下）
- 俺だけレベルアップな件（2024年 - 2025年、松浦良平） - 2シリーズ
- ヴァンパイア男子寮（教師）
- 名探偵コナン（鑑識）
- らんま1/2 (2024)（サッカー部員）

2025年
- グリザイア:ファントムトリガー（村民）
- 君のことが大大大大大好きな100人の彼女（お好み焼き屋）
- るろうに剣心 -明治剣客浪漫譚- 京都動乱（志々雄の部下）
- アークナイツ【焔燼曙明/RISE FROM EMBER】（監視隊員、感染者戦士）
- 光が死んだ夏（男子生徒）

### 劇場アニメ
- 映画 さよなら私のクラマー ファーストタッチ（2021年、チャント）
- 劇場版 うたの☆プリンスさまっ♪ マジLOVEスターリッシュツアーズ（2022年）

### Webアニメ
- ヤキトリ（2023年）
- グッド・ナイト・ワールド（2023年、プレイヤーC）

### ゲーム
- 鬼滅の刃 ヒノカミ血風譚（2021年）

### ドラマCD
- 本好きの下剋上〜司書になるためには手段を選んでいられません〜ドラマCD8
- ラストピリオド -巡りあう螺旋の物語- 六大国の休日（2020年、バルザックの私兵）
- 和奇伝愛

### BLCD
- シュガードラッグ（研究員）

### 吹き替え

#### 映画
- アフター
- ヴァレンタイン ヒーロー誕生（ワワン〈アリー・ダギエンツ〉）
- オン・ザ・カム・アップ
- ジャドヴィル包囲戦 -6日間の戦い-（ドネリー）
- 13人の命
- カサンドロ リング上のドラァグクイーン
- スクール・フォー・グッド・アンド・イービル
- ハラ
- フィアー・ストリート Part 1: 1994（選手、男子生徒 他）
- フラッシュバック（英語版）（トーマス）
- ブルータル・ジャスティス

#### ドラマ
- イエロージャケッツ シーズン2（ポール）
- 王への手紙
- オビ＝ワン・ケノービ
- クィア・アズ・フォーク
- クイーン・オブ・ザ・サウス 〜女王への階段〜 シーズン4
- グリッチ
- ゴシップガール シーズン2
- サウンドトラック
- ザ・クラウン
- ザ・ルーキー 40歳の新米ポリス!?
- スーパースティション: 悪霊退治（アーロ）
- 絶叫パンクス レディパーツ!
- NYガールズ・ダイアリー 大胆不敵な私たち シーズン4 - 5（ティモシー）
- パルス（ゲイブ）
- プリティ・リーグ
- ブレイクアウト・キング（英語版）
- ヘイターはお断り!（英語版）
- リーサル・ウェポン（ロジャー・マータフ・ジュニア〈ダンテ・ブラウン〉）
- LUCIFER/ルシファー シーズン5
- レジェンド・オブ・トゥモロー

#### テレビ番組
- ドリームホーム 〜模様替え大作戦!〜 シーズン2（オマール）
- ミッドナイトアジア: 食べて・踊って・夢を見て『フィリピン・マニラ』

#### アニメ
- チップとポテト
- Helpsters 〜お助けモンスターズ〜 シーズン3（獣医のヴィニー）
- 緑のたまごとハム 〜サイとガイの大冒険〜（英語版）（イエスマン）

### ボイスオーバー
- 最強の帝国 ローマ」
- 特捜X実録映像コップ
- 2度目のノルウェー編 〜ちょっとディープな海外旅行〜

### 特撮
- ウルトラマンタイガ（2019年、宇宙商人マーキンド星人の声）
- 劇場版 ウルトラマンタイガ ニュージェネクライマックス（2020年、マーキンド星人の声）

### ネット配信
- トライスクワッド ボイスドラマ（2019年、フィリス）

### ラジオ
- ドリーム・ドリーム・パーティ（2009年、文化放送） - ドリームチャレンジャー

### デジタルコミック
- 日本なにわ国（2024年、馬場茂 [7]）

### シリーズ一覧
1. ↑  Season 1（2024年）、Season 2 -Arise from the Shadow-（2025年）

### 初出話一覧
1. 1 2  第4話初出
2. ↑  第13話初出
3. 1 2  第5話初出
4. ↑  第12話初出
5. ↑  第1131話初出
6. ↑  第16話初出
7. ↑  第44話初出
8. ↑  第22話初出
9. ↑  第23話初出
10. ↑  第7話初出